# Dotazione idrica
In ingegneria idraulica la dotazione idrica è la quantità di acqua assegnata ad un abitante per soddisfare il suo fabbisogno idrico-potabile. 
La dotazione idrica rappresenta la grandezza fondamentale in base alla quale vengono dimensionate tutte le opere idrauliche quali condotte di adduzione, reti di distribuzione urbane, capacità dei serbatoi, fognature, impianti di depurazione, ecc.
Il concetto di dotazione idrica media annua pro capite, espressa in {\displaystyle \left[{\frac {\mathsf {litri}}{{\mathsf {abitante}}\cdot {\mathsf {giorno}}}}\right]}, è stato introdotto dal Piano Regolatore Generale degli Acquedotti (P.R.G.A.) disposto dalla Legge 4 febbraio 1963, n. 129, in materia di "Piano regolatore generale degli acquedotti e delega al Governo ad emanare le relative norme di attuazione", e successivamente integrato con il DPCM 4 marzo 1996 "Disposizioni in materia di risorse idriche" per superare le difficoltà della stima dei fabbisogni idrici globali dei centri abitati partendo dalle varie componenti dei fabbisogni stessi presenti nel singolo abitato (es. fabbisogni delle abitazioni private, fabbisogni idrici degli edifici pubblici e negli istituti collettivi pubblici e privati, fabbisogni idrici dei servizi pubblici vari, fabbisogni idrici delle utenze commerciali, turistiche, industriali e artigianali, ecc.).

Infatti nel valore della dotazione idrica sono compresi tutti i suddetti fabbisogni pertanto dal suo prodotto con la popolazione futura da servire diviso il numero di secondi in un giorno si ha la portata media annua (in l/s) necessaria per alimentare un determinato abitato.

## Dotazione idrica, fabbisogno idrico e consumi idrici
Definiamo alcuni concetti ricorrenti nella letteratura tecnica:
- il fabbisogno idrico rappresenta il volume di acqua (in l/ab.giorno) necessario al soddisfacimento del bisogno idrico di una singola utenza;
- il consumo idrico è il volume di acqua effettivamente consumato da una singola utenza e che viene restituito nell'ambiente dopo aver subito una degradazione qualitativa.

La determinazione del consumo idrico può essere quantificato, in fase di verifica, direttamente a livello delle singole utenze o macroscopicamente determinando la differenza del volume di acqua in arrivo al serbatoio a servizio dell'abitato e quello in uscita verso il centro urbano.

La determinazione del fabbisogno è invece molto più difficile da quantificare, in fase di pianificazione, anche perché non sempre i dati dei consumi si identificano con i fabbisogni. 

Negli abitati dove la domanda idrica non è soddisfatta il consumo risulta inferiore al fabbisogno mentre il quelli in cui c'è abbondanza di acqua i consumi sono superiori al reale fabbisogno.

La stima del fabbisogno idrico delle varie utenze e pertanto difficile anche perché dipende da molti fattori, quali il clima, il livello sociale ed economico, gli usi, le abitudini della popolazione, il costo dell'acqua all'utilizzazione, ecc.
Una stima del fabbisogno insufficiente comporterebbe un attingimento da parte delle utenze superiore all'entità delle risorsa idrica disponibile con conseguente esaurimento della stessa senza che si raggiunga il soddisfacimento del bisogno; al contrario nel caso di sovrastima si avrebbe un consumo superiore al fabbisogno effettivamente necessario alla singola utenza con conseguente spreco della risorsa idrica.
- la dotazione idrica è il volume di acqua che viene assegnato ad una singola utenza.

La dotazione idrica viene determinata in funzione della stima dei fabbisogni idrici, della dinamica dei consumi da parte dell'utenza servita e delle fonti di approvvigionamento idrico a servizio dell'abitato.

La dotazione idrica è in genere riferito al suo valore medio giornaliero cioè il valore ottenuto dal rapporto del volume (V in m3) di acqua che l'acquedotto deve erogare per soddisfare le necessità idriche di un abitato in un giorno, diviso il prodotto della popolazione da servire(P):
- d = 1.000*V/(P) (l/ab.giorno).

Per il progetto vero e proprio di un'opera idraulica va determinato il valore della dotazione idrica procapite riferita all'orizzonte temporale relativo alla sua vita utile (30-40 anni).

## Tipologia di utenze
A seconda della tipologia dei consumi si possono individuare diverse tipologie di utenze:
- utenze delle abitazioni private che comprendono principalmente quelli per: alimentazione, pulizia personale, cucina, lavaggio biancheria, pulizia della casa, innaffiamento dei giardini privati, pulizia delle auto, pulizia degli spazi condominiali, piscine private, ecc.

ma anche quelli connessi alle utenze sempre presenti nel contesto urbano, quali.
- utenze di edifici pubblici e istituti collettivi quali: ospedali/cliniche private, scuole/università, caserme, mercati, penitenziari, ospizi, orfanotrofi, mattatoi, banche, uffici pubblici e privati, istituti religiosi, ecc.,
- utenze per servizi pubblici vari quali: fontanine pubbliche, lavaggio delle strade, innaffiamento giardini pubblici, impianti portuali (in particolare per il rifornimento delle navi), impianti ferroviari, impianti aeroportuali, servizio antincendio, impianti sportivi, pulizia serbatoi, pulizia fogne, ecc.
- utenze commerciali e turistiche: alberghi, pensioni campeggi, ristoranti, bar, esercizi commerciali in genere, ecc.;
- utenze artigianali e industriali: lavanderie, autolavaggi, officine meccaniche, stazioni di servizio, piccole industrie che prelevano dalla rete potabile acqua necessaria al personale ed i servizi igienici nonché ad eventuali specifici cicli di produzione.

## Calcolo della dotazione idrica
Il fabbisogno idrico e la dotazione idrica nella pratica vengono determinati con riferimento alla popolazione residente.

La scelta di fare riferimento alla popolazione residente nasce dalla maggiore disponibilità di dati rispetto a quelli relativi alla popolazione effettivamente presente.

Quando un centro abitato è interessato da consistenti movimenti di popolazione dovuti a flussi turistici e/o pendolarismo, alla dotazione idrica dei residenti si deve aggiungere quella relativa alla popolazione fluttuante.

### Standard di consumo per la popolazione residente
Il consumo dei residenti, in realtà, non coincide con la quantità di acqua consumata da un individuo residente ma con la somma di questa con una parte di acqua destinata agli ospedali, caserme, collegi, (abitanti stabili non residenti) nonché scuole, ed altre strutture pubbliche presenti nella città di residenza.

Ancora si commisura ai residenti della medesima città tutta l'acqua che viene distribuita per lavanderie, ristoranti,bar ed altre attività commerciali ed industriali allaciate all'acquesotto che sono distribuite all'interno del medesimo tessuto urbano.

Solo gli eventuali contributi dei non residenti (es. pendolari, turisti) vengono conteggiati separatamente poiché i relativi consumi non vengono fatti rientrare in quelli ascrivibili alla popolazione residente nel bacino di utenza.

Questo può chiarire, per quale ragione, in una grande città si debba distribuire una quantità di acqua procapite maggiore rispetto ad un'altra con minore popolazione residente.

Il fabbisogno base procapite (relativo ai soli usi domestici), tarato sugli attuali tenori di vita della popolazione italiana, è pari a circa 150÷200 l/ab*giorno; questo valore va incrementato di un'aliquota che stima l'incidenza procapite dei consumi urbani collettivi.
Tale incidenza cresce con la densità abitativa del nucleo urbano.

#### Classi demografiche
Per la stima dello standard per i residenti, in generale si può far riferimento, in modo piuttosto semplicistico, alla Classe demografica (popolazione residente), così come inizialmente proposto dal Piano Regolatore Generale degli Acquedotti (P.R.G.A.) del marzo 1967:
| Popolazione      | dotazione idrica (l/ab*giorno) |
| case sparse      | 80                             |
| P<5.000          | 120                            |
| 5.000<P<10.000   | 150                            |
| 10.000<P<50.000  | 200                            |
| 50.000<P<100.000 | 250                            |
| P>100.000        | 300                            |
| grandi città     | 500-700                        |

Tali valori sono da considerarsi al netto delle eventuali perdite nelle reti di adduzione, nei serbatoi e nelle reti distributive urbane.

L'entità delle perdite in questo caso è stimato pari al 12% della dotazione netta.

Il più recente Piano d'Ambito della Regione Puglia, del settembre 2002, prevede invece i seguenti standard:
| Popolazione      | dotazione idrica (l/ab*giorno) |
| P<5.000          | 198                            |
| 5.000<P<10.000   | 213                            |
| 10.000<P<50.000  | 228                            |
| 50.000<P<100.000 | 243                            |
| P>100.000        | 258                            |

anche questi valori sono da considerarsi al netto delle eventuali perdite pari al 25% della dotazione netta - 5% nella adduzione, e 20% nella distribuzione.

### Standard di consumo per la popolazione fluttuante
La popolazione fluttuante, o non residente, si può distinguere in giornaliera e stagionale.

#### Standard di consumo per la popolazione fluttuante giornaliera
La caratteristica di questa popolazione è quella di rientrare nel proprio centro di residenza al termine del giorno lavorativo, di studio o vacanziero, cioè non pernottano nella città d'interesse.

Sono interessati da questa tipologia di popolazione i grandi centri urbani e le città d'arte e tutti quegli abitati che risultano un'attrattiva a seguito di presenza di particolari servizi e attrezzature.

La popolazione fluttuante giornaliera può suddividersi in occasionale o sistematica.

Alla prima categoria fa parte la cosiddetta popolazione che si reca saltuariamente nel centro abitato per affari (es. fiere, mercati), vacanza non stanziale (senza pernottamento), per acquisti, per disbrigo pratiche, ecc..

La seconda categoria rappresenta i noti pendolari, per motivi di lavoro o di studio, che si differenziano dalla precedente per la loro periodicità e sistematicità.

Questa popolazione è presente abitualmente nei giorni feriali della settimana (in media 250 giorni all'anno).

Questo incremento di utenze piuttosto variabile, viene in generale valutato stimando un consumo procapite per i fluttuanti, inferiore a quello dei residenti.

Per lo standard di consumo per i fluttuanti giornalieri, il P.R.G.A. ha fissato un valore al netto delle perdite pari a 100 l/ab*giorno mentre il PdA della Puglia, ha attribuito una dotazione procapite di 114 l/ab.giorno sempre al netto delle perdite (150 l/ab.giorno al lordo delle perdite).

#### Standard di consumo per la popolazione fluttuante stagionale
la popolazione fluttuante stagionale, dovuta principalmente ai flussi turistici, comprende la popolazione turistica alberghiera ed extralberghiera (es. campeggi, villaggi turistici estivi od invernali, seconde case utilizzate come casa vacanze durante il periodo estivo/invernale e durante la festività importanti, agriturismo, bed and breakfast).

Questa popolazione può avere una ripercussione sensibile sulla distribuzione idropotabile dell'abitato.

La caratteristica fondamentale di questa popolazione è la stagionalità e cioè sono presenti in un centro solo per un breve periodo dell'anno.

Per lo standard di consumo per i fluttuanti stagionali, il P.R.G.A. ha fissato un valore al netto delle perdite pari a 200 l/ab*giorno mentre il PdA della Puglia ha attribuito una dotazione procapite di 380 l/ab.giorno, sempre al netto delle perdite, per le presenze alberghiere (500 l/ab*giorno al lordo delle perdite) e 266 l/ab*giorno per quelle extralberghiere (350 l/ab*giorno al lordo delle perdite).

### Le perdite

#### Natura delle perdite
Le perdite negli acquedotti possono essere presenti in ogni componente degli impianti, dovute in generale a difetti di costruzione, a vetustà o ad inadeguata manutenzione e ad errori di gestione.
In particolare si evidenzia la possibilità di perdite negli impianti di trasporto primario e secondario, per perdita di processo negli impianti di trattamento, per errori di regolazione o misura nelle connessioni con altri impianti ai quali si fornisce acqua, per consumi anomali in utenze autorizzate senza contatore (ad es. degli idranti, fontane, ecc.), per manutenzione e servizi degli impianti, per disservizi occasionali dovuti a rotture o a scarichi di troppo-pieno nei serbatoi, per utenze abusive, per perdite di tenuta nelle condotte e nei serbatoi, per consumi anomali consentiti da malfunzionamento dei contatori.
Tra le cause di maggiori perdite si evidenziano:
- negli impianti di trattamento, il mancato ricircolo delle acque di lavaggio e l'anomalo scarico di acqua grezza in arrivo e di acqua trattata in uscita;

- le rotture delle tubazioni, la compromissione dei giunti e l'inadeguatezza delle derivazioni all'utenza nel complesso degli impianti di adduzione e di distribuzione;

- il funzionamento anomalo dello scarico di troppo-pieno nei serbatoi.

Alcune delle citate perdite sono da considerarsi non eliminabili, essendo per contro da perseguire la loro minimizzazione.

#### Percentuale delle perdite in condotta
Ai valori di consumi determinati come sopra specificato, bisogna aggiungere una quantità di acqua che fatalmente si perde per diverse cause quali:
- sfilamento dei giunti;
- corrosione dei tubi;
- sfioro nei serbatoi idrici.

A queste perdite, dette reali, si aggiungono quelle apparenti legate ad errori di misurazione, guasti di contatori, utenze abusive ed altri volumi tecnici non contabilizzanti come: vuotamento e riempimento di vasche e serbatoi, condotte ecc. (perdite amministrative).

Queste perdite vengono considerate incrementando in percentuale la dotazione idrica netta con un valore limite tollerabile detto fisiologico.

Le aliquote relative a questi volumi di acqua sono dell'ordine del 10 ÷ 25 % del fabbisogno totale.

Le perdite nelle condotte di adduzione dell'acqua dalle opere di presa ai serbatoi dei centri urbani sono molto modeste( < 5 % ); quelle invece che si hanno nelle reti di distribuzione sono dell'ordine del 15- 20%.

Oltre alle perdite vere e proprie bisogna tenere conto anche degli sprechi cioè quel volume d'acqua perso per usi impropri dell'acqua da parte degli utenti.

## Calcolo della popolazione

### Popolazione residente
La popolazione residente deve essere valutato sull'indagine demografica.

In particolare vengono esaminati alcuni indici indicativi del trend di crescita della popolazione.

Tra gli indici più diffusamente utilizzati ritroviamo:
- la variazione del quoziente di fecondità;
- la variazione del quoziente di sopravvivenza;
- il saldo migratorio.

Assumendo come dati di base quelli dell'ultimo censimento generale della popolazione eseguito dall'ISTAT si può procedere all'applicazione di modelli matematici in grado di stimare il valore della popolazione residente rispetto all'orizzonte temporale prefissato in funzione della vita utile dell'opera idraulica.

Tra questi modelli matematici vi è la ben nota formula dell'interesse composto:
- P = Po (1+r)t

dove:
- P è la popolazione dopo t anni;
- Po è la popolazione nota di partenza;
- r è l'incremento medio annuo;
- t è il numero di anni di vita utile dell'opera idraulica.

### Popolazione fluttuante giornaliera
La popolazione fluttuante giornaliera, o non stanziale, come già accennato, si suddivide in:
- occasionale: popolazione che si reca saltuariamente nel centro abitato per affari (es. fiere, mercati), vacanza non stanziale (senza pernottamento), per acquisti, per disbrigo pratiche, ecc. Questa popolazione viene considerata presente tutto l'anno.
- sistematica: pendolari per motivi di lavoro o di studio. Questa popolazione è presente abitualmente nei giorni feriali della settimana (in media 250 giorni all'anno).

Il più delle volte questa popolazione può essere trascurata poiché il flusso giornaliero diretto dall'esterno verso il centro abitato e quello che da questo va verso l'esterno del nucleo urbano tendono a bilanciarsi.

Nel caso di centri abitati che presentano un'attrattiva a livello di servizi o attrezzature (università, scuole, uffici, attività industriali, artigianali e commerciali inserite nel contesto urbano,, ecc.) il flusso non risulta invece bilanciato. 

In questo caso, con riferimento al livello dei servizi che offre il centro urbano di riferimento, questa popolazione viene calcolata con una percentuale della popolazione residente, variabile in relazione all'importanza del centro stesso.

Per l'intero Paese il D.M. 16.03.1967 riporta il 20 % come valore medio.

### Popolazione strettamente turistica
I criteri da adoperare per la stima delle presenze turistiche è, in generale più articolato.

La stima può essere fatta utilizzando gli stessi metodi visti per la popolazione residente ma in questo caso si prenderanno in considerazione i dati storici (es. alberghi, campeggi, centri turistici estivi od invernali, seconde case utilizzate come casa vacanze durante il periodo estivo/invernale e durante la festività importanti, ecc.) forniti dalle aziende di popolazione turistica o da altri enti analoghi.

Questi dati vanno poi opportunamente integrati per tenere conto delle presenze non denunciate.

Infatti è comune l'esistenza di posti letto non ufficiali, cioè non censiti, costituite di norma da abitazioni di proprietà privata.

La caratteristica fondamentale di questa popolazione è la stagionalità e cioè sono presenti in un centro solo per un breve periodo dell'anno (nei centri balneari il periodo di regola è quello tra giugno e settembre).

Questo periodo è variabile a seconda della vocazione turistica del centro urbano: termale, marina, montana, storico-monumentale, interna (immigrati). 

Spesso questo periodo viene determinato con un coefficiente β = α/365 con α variabile in funzione della vocazione turistica: per città come Roma, Venezia, Firenze:α =365 per cui β=1 (presente tutto l'anno).

Nel Piano d'ambito della Puglia questa popolazione è assunta presente nell'abitato per 75 giorni all'anno.

## Portata media annua
Nota la dotazione idrica e la popolazione futura dell'abitato, riferiti ad un orizzonte temporale traslato di 30-40 anni rispetto all'attualità, si può calcolara la portata media annua dell'acquedotto nel seguente modo:
- fabbisogno idrico medio annuo per la popolazione residente:
  - Qr= dr*Pr/86.400 (l/s)
- fabbisogno idrico medio annuo per la popolazione fluttuante giornaliera occasionale:
  - Qfo= dfo*Pfo/86.400 (l/s)
- fabbisogno idrico medio annuo la popolazione fluttuante giornaliera sistematica:
  - Qfs = dfs*Pfs/86.400 (250/365)(l/s)
- fabbisogno idrico medio annuo per la popolazione fluttuante stagionale:
  - Qt = dt*Pt/86.400 (α/365)(l/s)

La somma dei vari addendi dà la portata media annua a servizio dell'abitato.

## Portate di progetto
Il valore della portata media annua non rappresenta il parametro di dimensionamento delle opere acquedottistiche infatti la portata erogata dall'acquedotto ha un andamento fluttuante nello arco dell'anno, in funzione di diversi fattori quali:
- variabilità dei consumi annuali:
  - a seguito delle condizioni climatiche stagionali,
  - della fluttuazione della popolazione residente a seguito di flussi turistici estivi (centri balneari) e/o invernali (centri sciistici);
- della variabilità dei consumi settimanale con riferimento ai giorni lavorativi e festivi e alla fluttuazione della popolazione giornaliera dovuta a fenomeni di pendolarismo per motivi di lavoro, studio, ecc.:
  - calo dei consumi nei centri abitati nei giorni festivi;
  - aumento dei consumi nei giorni festivi nei centri turistici;
- della variabilità dei consumi giornaliera a seguito dei diversi consumi orari durante la giornata. In generale nei piccoli centri urbani si riscontra un maggior consumo tra le 10 e le 12 e consumi minimi durante le ore notturne. Nelle aree metropolitane i picchi tendono a smorzarsi su valori medi abbastanza costanti.

Tenendo conto di questa variabilità le opere acquedottistiche devono essere dimensionate in base ad opportuni valori della portata massima.

In particolare si tiene conto delle massime portate mensili, giornaliere e orarie.

Tali valori si ottengono dalla portata media annua mediante dei coefficienti moltiplicativi:
- Qm = km * Q portata media mensile nel mese di maggior consumo dove km rappresenta il coefficiente di punta mensile. Tale valore di norma viene utilizzato per il dimensionamento degli impianti di depurazione
- Qg = kg*Q portata media giornaliera nel giorno di massimo consumo dove kg rappresenta il coefficiente di punta giornaliero. Tale valore di norma viene utilizzato per il dimensionamento delle opera di adduzione cioè delle opere esterne all'abitato.
- Qh = kh*Q portata media nell'ora di massimo consumo dove kh rappresenta il coefficiente di punta orario. Tale valore di norma viene utilizzato per il dimensionamento delle reti di distribuzione idrica e delle condotte suburbane (condotte di avvicinamento all'abitato).Inoltre, moltiplicato per il coefficiente di afflusso in fogna (0,8-0,6) anche per i sistemi fognari.

In letteratura tecnica esistono varie tabelle dei coefficienti k rapportati alla classe demografica una di queste è la seguente:
| tipologia abitato   | km  | kg  | kh  |
| grandi agglomerati  | 1,1 | 1,2 | 1,3 |
| medi agglomerati    | 1,2 | 1,5 | 2,5 |
| piccoli agglomerati | 1,3 | 2-3 | 4-6 |